# Gare de Caen-Saint-Pierre
Gare de Caen-Saint-Pierre vasútállomás Franciaországban, Caen településen.

## Vasútvonalak
Az állomást az alábbi vasútvonalak érintik:
- Chemins de Fer du Calvados

## Kapcsolódó állomások
A vasútállomáshoz az alábbi állomások vannak a legközelebb: